# Фітіан (Іллінойс)
Фітіан (англ. Fithian) — селище (англ. village) в США, в окрузі Вермільйон штату Іллінойс. Населення — 488 осіб (2020).

## Географія
Фітіан розташований за координатами 40°6′52″ пн. ш. 87°52′30″ зх. д. / 40.11444° пн. ш. 87.87500° зх. д. (40.114361, -87.874974).  За даними Бюро перепису населення США в 2010 році селище мало площу 0,99 км², уся площа — суходіл.

## Демографія
Згідно з переписом 2010 року, у селищі мешкало 485 осіб у 203 домогосподарствах у складі 146 родин. Густота населення становила 489 осіб/км².  Було 217 помешкань (219/км²).
Расовий склад населення:
| - 98,1 % — білих - 0,6 % — чорних або афроамериканців |

До двох чи більше рас належало 1,0 %. Частка іспаномовних становила 1,9 % від усіх жителів.
За віковим діапазоном населення розподілялося таким чином: 23,5 % — особи молодші 18 років, 65,4 % — особи у віці 18—64 років, 11,1 % — особи у віці 65 років та старші. Медіана віку мешканця становила 40,6 року. На 100 осіб жіночої статі у селищі припадало 93,2 чоловіків;  на 100 жінок у віці від 18 років та старших — 89,3 чоловіків також старших 18 років.
Середній дохід на одне домашнє господарство  становив 66 390 доларів США (медіана — 49 844), а середній дохід на одну сім'ю — 66 993 долари (медіана — 53 750). За межею бідності перебувало 19,4 % осіб, у тому числі 49,0 % дітей у віці до 18 років та 0,0 % осіб у віці 65 років та старших.
Цивільне працевлаштоване населення становило 243 особи. Основні галузі зайнятості: освіта, охорона здоров'я та соціальна допомога — 25,9 %, публічна адміністрація — 9,5 %, фінанси, страхування та нерухомість — 8,2 %, мистецтво, розваги та відпочинок — 7,8 %.